# Ezkio
Ezkio en basque ou Ezquioga en espagnol est une commune du Guipuscoa dans la communauté autonome du Pays basque en Espagne.
En 1965, Ezkio-Itsaso est fondé et est issu des deux villages Ezkio et Itsaso. En 2017, Ezkio et Itsaso se sépare pour devenir deux municipalités distinctes

## Étymologie
On pense que le toponyme Ezkio, est formé par ezki ou eski, mot basque qui peut signifier érable ou chêne du Portugal et le suffixe - aga qui est utilisé en langue basque comme indicateur de lieu. De cette manière on obtient Ezkiaga, qui est un nom de famille basque existant. On croit qu'Ezkioga n'est qu'une simple variante d'Ezkiaga. Ezkioga aurait signifier par conséquent lieu de l'érable. Ezquioga est la forme plus ancienne et traditionnelle du toponyme, qui est en outre conservé comme nom en Espagnol du village. Transcrit avec la graphie basque moderne donne lieu à Ezkioga. Toutefois en basque, langue qui par manque d'une tradition écrite, était moins soumise à une fixation des noms que l'espagnol. Avec les siècles Ezkioga a évolué jusqu'à donner Ezkio (il se prononce éskio), qui est une forme syncopée du nom original. Cette dénomination a été étendue, que nous pourrions qualifier comme à l'origine coloquial. Il a été officialisé à partir de 1981.
Jusqu'en 1980 la municipalité a été officiellement appelée Ezquioga-Ichaso, puis en 1981 Ezkioga-Itsaso (adaptation du nom à la graphie basque).
Le gentilé des habitants de la municipalité est ezkiotarrak.

## Géographie
Ezkio est enclavé dans un endroit assez montagneux du centre de la province du Guipuscoa.

## Quartiers
Actuellement la capitale de la municipalité est Sainte Lutzi-Anduaga, un ancien quartier d'Ezkio. Ce quartier est le plus dynamique et celui qui a été le plus développé depuis la création de la municipalité et fait valoir actuellement de mairie. Ce développement s'est produit étant donné la localisation stratégique de Sainte Lutzi-Anduaga dans la vallée et avec la route qui unit Zumarraga et Beasain, tandis que ceux qui sont proprement les bourgs d'Ezkio et d'Itsaso, se trouvent dans des localisations plus séparées et ont été étanchées quant à population et au développement. Presque toute l'industrie de la municipalité et une bonne partie de l'hôtellerie se situent à Sainte Lutzi-Anduaga. Le quartier a quelque 260 habitants. Le noyau du quartier adopte une petite trame urbaine le long du dessin de la route.
On accède à la ville d'Ezkio à travers une route locale qui sort de Sainte Lutzi-Anduaga ou Santa Lucía de Anduaga et qui après 4 km arrive au centre du village. Celui-ci se trouve à moyenne latérale et est formé par un petit ensemble de maisons autour de l'église paroissiale. Le noyau d'Ezkio est très petit et a seulement 34 habitants. Toutefois la population dispersée dans les fermes autour d'Ezkio est plus nombreuse et dépasse les 100 habitants.
Un autre quartier de la municipalité est Alegi. Alegi se trouve aussi dans le fond de la vallée de Sainte Lutzi-Anduaga, dans un croisement de routes stratégique vers lequel convergent les routes qui descendent d'Itsaso et de Gaviria avec la route qui unit Zumarraga avec Beasain. Ce quartier est divisé entre Ezkio-Itsaso, Gaviria et Ormaiztegi. La partie qui appartient à Ezkio-Itsaso reçoit le nom d'Itsaso-Alegia et a quelque 60 habitants.

## Histoire
La première mention écrite d'Ezkio date de 1385, et c'est un contrat d'union d'Ezkio à la ville d'Urretxu. À partir de cette année Ezkio dépendra de cette ville sans perdre toutefois la propriété de ses terres et de ses limites bornées du territoire. Est venu ensuite entre Urretxu et la ville Segura, un procès pour la possession d'Ezkioga, dans laquelle la justice a donné raison à Segura. Le roi castillan Enrique III a confirmé cette sentence en 1405.
En 1441, Ezkio figure déjà comme un village uni à la ville de Segura. Au début du XVIe siècle, Ezkio est séparé de Segura et est uni à la mairie d'Areria, à laquelle elle appartiendra jusqu'au 13 mars de 1661. Elle aura l'indépendance par privilège royal. Pendant la  Guerre de la Convention des habitants d'Ezkio ont largement participé aux luttes contre les envahisseurs français.

### Apparitions d'Ezkio
Les apparitions de la Vierge à Ezkio ont eu beaucoup d'écho à l'époque où elles se sont produites. Elles ont commencé le 30 juin 1931 lorsque Antonio et Andrès Bereciartua ont vu pour la première fois la Vierge. La nouvelle a vite couru  et, le 4 juillet, plus de 500 personnes puis les jours suivants, plusieurs milliers sont venus en pèlerinage sur le lieu de l'apparition. Les apparitions se sont multipliées, on a donné les visions mystiques appelées, proverbialement étudiées par la théologie mystique, mais immédiatement interprétées comme cas d'hystérie, spasmes et pertes de connaissance propres d'une atmosphère de ferveur religieuse énorme. Ce schéma serait le même que celui de Fátima, bien que, et grâce à l'appui ecclésiastique, il n'ait pas prospéré alors malgré l'opposition gouvernementale violente. Dans ce cas, après des premières semaines où quelques prêtres dirigeaient les prières, ils ont été obligés de se retirer, dans un certain cas non soumis à l'obéissance diocésaine.
Le chef du gouvernement espagnol, Manuel Azaña, franc-maçon et communiste, craignait qu’Ezkioga puisse induire un renouveau catholique.
Les médecins psychiatriques de Santa Agueda ont vérifié les possibilités suivantes, conformément à la terminologie d'alors : Obsession, hallucination, mythomanie, délire, démence, idiotisme, crétinisme, concluant a la normalité, et par conséquent non nécessité d'internement. Toutefois, une fois la guerre civile terminée, plusieurs voyants passeront par phase psychiatrique de leur vie, en voyant l'appât du gain. Tous les secteurs, tant ecclésiastiques que des politiciens, et après la guerre, ont coïncidé toutefois dans l'inconvénient d'Ezkio.
Les visionnaires ont eu de véritables rapts mystiques, conformément aux critères  théologiques, mais ils feront l'objet aussi d'une manipulation, en étant facilement ébloui, comme les villageois qui étaient pris dans des atmosphères de la grande société, les prenant comme objet spectacle et mysticisme trivial.
Le catholique hispanique Walter Starkie visita Ezkio quand les apparitions étaient à un moment d'essor maximal et a consacré un chapitre complet de son livre Spanish Raggle-Taggle aux événements d'Ezkio. Après avoir analysé les histoires qu'on lui a raconté et de voir les faits qui s'étaient produits à cet endroit, il a conclu assez convaincu que des groupes gauchistes et traditionalistes utilisaient les événements d'Ezkio comme outil politique dans sa lutte contre la laïque Seconde République espagnole. On l'avait proclamé cette république deux mois avant le début des apparitions. Certains des messages qu'avait hypothétiquement donnés la Vierge aux voyants parlaient d'une guerre imminente.
Les autorités du diocèse, avec l'évêque Mateo Múgica, se sont progressivement élevé contre les apparitions en arrivant à les poursuivre activement et ont réclamé  l'intervention de l'état. Le motif apparent de cette opposition a été que les autorités ecclésiastiques ont constaté un manque de preuves surnaturelles dans ces apparitions. Les autorités ecclésiastiques ont craint d'être accusées de conspiration politique et le rejet qui existait entre les mouvements nationalistes basques du clergé l'orientation politique de tournure espagnole qu'ils comprenaient prenait le mouvement d'Ezkio. En 1933 l'Église a d'abord interdit la construction d'une basilique qui était en projet à Ezkio et a finalement déclaré, que les apparitions étaient fausses.
À partir de 1934, étant donné le rejet institutionnel de l'Église, le mouvement apparu autour d'Ezkio s'est affaibli. Tant l'Église que les autorités républicaines souhaitaient cesser le mouvement et Ezkio a été petit à petit abandonné. Toutefois, de petits groupes de croyants ont maintenu leur foi dans les apparitions. Quelques catholiques pensent que, malgré tout, les apparitions ont été authentiques. Ils considèrent important le fait que ces apparitions soient conformes au schéma historique des apparitions mariales, comportant généralement des avertissements à de grands cataclysmes et d'effusions de sang, comme ici avec l'annonce de la Guerre Civile espagnole.
À l'époque de ces événements, il apparaît en Espagne les premiers mouvements athées, provoquant beaucoup de tension dans une société restée profondément catholique. Les visions sont un événement fort pour affirmer, non seulement la foi catholique, mais encore l'existence de Dieu, grâce à une réalité transfigurée. Cette réalité des visions se prouve et se transmet grâce aux photographies et aux images pieuses, dont le commerce se fit jour ; plus les visionnaires ressemblaient aux images pieuses, plus ils avaient de chances d'être sélectionnés pour illustrer de nouvelles images pieuses, et entretenir ainsi l'engouement et les bénéfices. Les tensions se manifestent aussi autour de l'image de la femme : aux visions de vierge marie tenant une épée pour transpercer les mains des stigmatisés, ou pour manifester des postures plus volontaires de transmission de la foi catholique, ne tardent pas à répondre des images de mariannes du nationalisme catalan tenant elles aussi une épée, ou des Femmes Nouvelles et autres Miss République. Ces visions sont aussi un support d'analyse scientifique, pour les études et recherches s'intéressant à l'état de la personne pendant la vision ; pour cela, les scientifiques préférèrent les croyants d'Ezkio, plutôt que les malades mentaux, réputés moins stables pendant la vision.
En 2001 Manuel Gutiérrez Aragón réalise le film Visionarios (Visionnaires) basé sur les faits d'Ezkioga, d'après le roman éponyme de Pío Baroja.

## Économie
Ezkio était traditionnellement des municipalités rurales. Toutefois, actuellement seulement 3 % de la population active est consacré à ces tâches.
Actuellement, il faut souligner le secteur industriel dans la municipalité. Le manque de terrain industriel dans les municipalités voisines du Urola Garaia comme Zumarraga ont rendu propice que dans les dernières décennies de nombreuses PME industrielles s'installent à Ezkio. Celles-ci ont été affirmées le long de la route GI-632 qui unit Zumarraga avec Beasain et qui passe par le quartier de Sainte Lutzi-Anduaga, où se trouve un polygone industriel.
Les 17 entreprises installées dans la municipalité emploient presque 500 travailleurs, un chiffre qui est presque comparable à la population de la municipalité et qui dépasse largement la population active d'Ezkio etItsaso. Ceci est expliqué parce que l'industrie locale emploie principalement des gens des municipalités proches, particulièrement ceux du Urola Garaia. Les entreprises de la municipalité sont très diversifiées et appartiennent à des secteurs différents : il y a des entreprises de machine-outil, des structures métalliques, fabrication de pièces en fibre de verre, logiciel, équipements d'aspiration, fusions, fabrication de béton, etc.